# Benito Carvajales
Benito Carvajales Pérez (1913 - data da morte desconhecida) foi um futebolista cubano.

## Carreira
Ele fez parte da seleção cubana que esteve na Copa do Mundo de 1938. Carvajales apareceu em duas partidas,contra a Romênia (empate por 3x3) e contra a Suécia (derrota por 8x0).

## Ligações Externas
- Perfil em Fifa.com (em inglês)